# Altarf
Altarf o Tarf (β Cnc / β Cancri / 17 Cancri) es la estrella más brillante de la constelación de Cáncer con magnitud aparente +3,50. Su nombre proviene del árabe y significa «la punta», estando situada en una de las patas del cangrejo.
Altarf es una estrella gigante naranja de tipo espectral K4III que se encuentra a 290 años luz del sistema solar. Su luminosidad es 660 veces superior a la del Sol y tiene un radio unas 50 veces más grande que el radio solar, equivalente al 65% de la distancia entre Mercurio y el Sol. Dentro de las gigantes se sitúa junto a las más luminosas, con características muy semejantes a las de Kochab (β Ursae Minoris), Etamin (γ Draconis) o Alfa Lyncis.
Comenzó su vida siendo una estrella de aproximadamente 3 masas solares y actualmente, en las últimas etapas de su evolución estelar, probablemente esté fusionando su helio interno en carbono y oxígeno.
Una peculiaridad de Altarf es que es una estrella de bario «leve», siendo su abundancia en bario seis veces mayor que la del Sol. En este tipo de estrellas el bario procede de una compañera cercana que evolucionó antes y que hoy es una enana blanca; en el caso de Altarf, sin embargo, esta última no ha sido detectada.
No obstante, Altarf parece tener una tenue compañera de magnitud 14, visualmente a 29 segundos de arco. Probablemente es una enana roja, separada al menos 2600 UA de la estrella principal. Su movimiento parejo por el espacio indica que son compañeras reales.
Nota: Altarf no debe ser confundida con Alterf (λ Leonis), de nombre muy similar.